# Leiopelma archeyi
Leiopelma archeyi är en primitiv grodart från Nya Zeeland som tillhör släktet Ascaphus och familjen stjärtmuskelgrodor.

## Utseende
Färgteckningen varierar från nästan helt grön över en blandning av gröna och bruna fält till nästan helt brun. Grodan är liten, honan blir upp till 37 mm lång, hanen 31 mm. Den saknar mer eller mindre helt simhud på bakfötterna och har heller ingen yttre trumhinna.  Huden är försedd med vårtliknande körtlar som avsöndrar ett irriterande sekret som skydd mot fiender.

## Utbredning
Arten finns i Whareorino- och Coromandelbergskedjorna på västra respektive östra Nordön i Nya Zeeland.

## Vanor
Leiopelma archeyi är en nattaktiv art som lever på land i bergen på 400 till 1 000 meters höjd där den föredrar skogsmark och buskage. Grodan saknar något egentligt struphuvud och är tystlåten; den har inget egentligt parningsläte. Den kan emellertid ge ifrån sig svaga kväkande ljud om den blir oroad.

### Fortplantning
Grodorna parar sig i fuktiga och svala håligheter på land, där också äggen läggs. Arten har inget frisimmande grodyngelstadium, utan ungarna är så gott som fullbildade när de kläcks. Hanen vaktar äggen och efter kläckningen klättrar de unga grodorna upp på faderns rygg, där de kan stanna i flera veckor. Ungarna blir könsmogna vid 3 till 4 års ålder.

## Status
Leiopelma archeyi är klassificerad som akut hotad ("CR", underkategori "A2ae") av IUCN, och har minskat kraftigt sedan 1996. Orsaken anses vara svampsjukdomen chytridiomycos, som har konstaterats hos populationerna. Försök med kloramfenikolbehandling har inletts.